# Perném

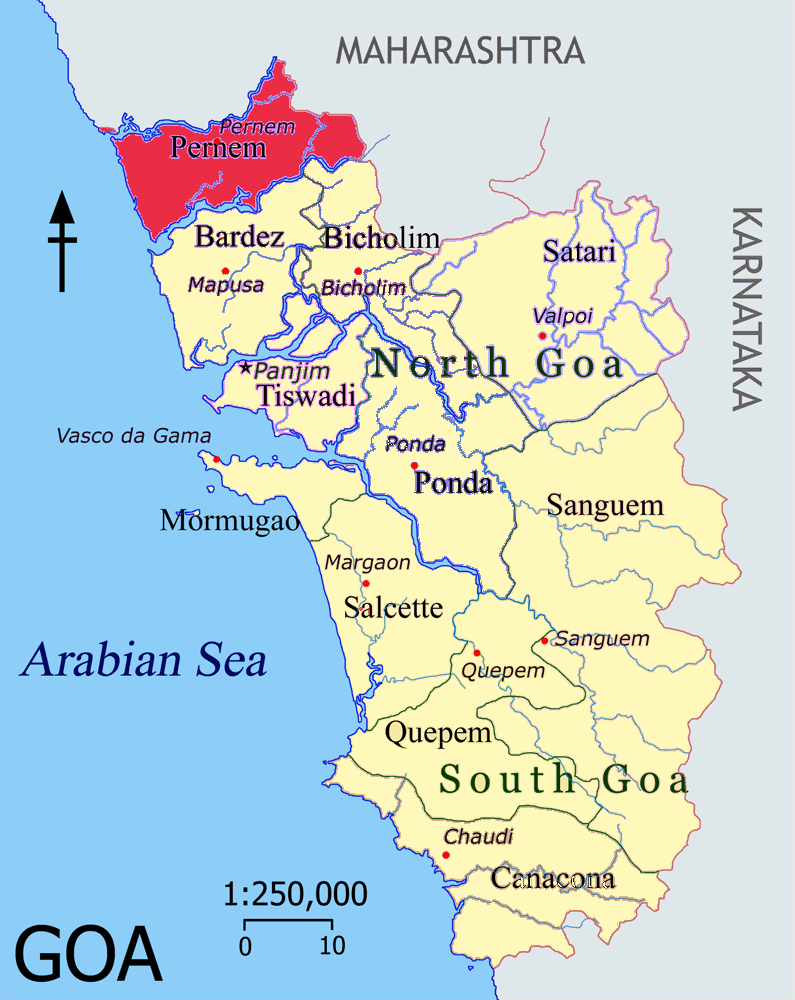
Concelho de Perném

Perném é um concelho (taluka) do distrito de Goa Norte. A cidade de Perném é sede do concelho.
O concelho de Perném é limitado a leste pelo concelho de Bicholim, a sul pelo concelho de Bardez, a norte pelo estado de Maharashtra e a oeste pelo Oceano Índico.

## História
Perném faz parte dos territórios das Novas Conquistas.